# 정정순
정정순(鄭正淳, 1958년 3월 8일~)은 대한민국의 공무원 출신 정치인으로 제21대 국회의원이다. 충청북도 청주 출생이다. 제34대 충청북도 행정부지사를 지냈으며, 비고시 9급 공무원 출신으로 관리관(1급)으로 승진했다.

## 경력
- 1977~1979: 청주시청 수도과, 회계과, 소방과
- 1980~1984: 충청북도청 지방과, 회계과
- 1984~1990: 내무부 기획예산담당관실, 총무과
- 1990~1996: 국무총리비서실, 내무부 차관실, 내무부 행정과
- 1996: 내무부 지방행정국 행정과 광역조정담당
- 2002.03~2003.05: 이북5도위원회 평안남도 사무국장
- 2003.05~2004.01: 행정자치부 민방위운영과 과장
- 2004.01~2006.12: 충청북도청 경제통상국 국장
- 2006.12~2009.12: 충청북도청 경제투자본부 본부장→경제통상국 국장
- 2010.01~2011.02: 제30대 충청북도 청주시 부시장
- 2011.02~2012.01: 행정안전부 과천정부청사관리소 소장
- 2012.01~2012.12: 행정안전부 제도정책관실 제도정책관
- 2012.12~2013.03: 행정안전부 지방재정세제국 국장
- 2013.03~2014.03: 안전행정부 지방재정세제실 지방재정정책관
- 2014.03~2015.06: 제34대 충청북도 행정부지사
- 2015.06~2016.08: 행정자치부 지방재정세제실 실장
- 2016.08~2017.09: 새마을운동중앙회 사무총장
- 2018.07~2019.12: 더불어민주당 충청북도당 청주시 상당구 지역위원회 위원장

### 의정 활동
- 2020.05~2021.09: 제21대 국회의원(충북 청주시 상당구, 더불어민주당, 초선)
  - 2020.06~2021.09: 제21대 국회 전반기 국토교통위원회 위원

## 학력
- 1970 강내국민학교 졸업
- 1973 미호중학교 졸업
- 1976 청주고등학교 졸업
- 1981 청주대학교 행정학 학사
- 1986 청주대학교 대학원 행정학 석사

## 논란

### 선거 회계부정 의혹
제21대 총선 선거 캠프 회계책임자가 회계 부정 의혹을 제기하며 정정순 의원을 검찰에 고발하여 사무실이 압수수색되었다. 정정순 의원 측은 의혹을 전면 부인하고 있다. 2020년 10월 15일 검찰은 비공식 선거운동원에게 활동비 1천500만 원을 지급하고, 초과한 법정 선거 비용을 회계 보고에서 누락한 혐의(공직선거법 위반)
에 대하여 불구속 기소하였다.
2020년 10월 29일 본회의에서 제적의원 186명중 찬성 167표, 반대 12표, 기권 3표, 무효 4표로 체포동의안이 가결되었다. 2020년 11월 3일 구속되었으며, 2020년 11월 6일 구속 기소되었다. 제21대 총선 직전인 2020년 3월 회계책임자 A씨에게 선거자금 명목으로 현금 2000만원을 수수한 혐의(정치자금법 위반), 2019년 5월부터 2020년 4월까지 K7 승용차 렌트비 780만원을 대납시킨 혐의(정치자금법 위반), 2020년 2월 26일 당시 운전기사 B(48)씨와 공모해 청주시자원봉사센터 직원으로부터 선거구민에 해당하는 상당구 자원봉사자 3만1300여명의 전화번호 등 개인정보를 위법하게 취득한 혐의(개인정보보호법 위반) 혐의가 적용되었다. 2021년 4월 20일 보석청구가 인용되어 석방되었다.
2021년 8월 20일 청주지방법원(형사11부 이진용 부장판사)에서 열린 1심에서 회계책임자에게 선거자금 명목으로 현금 2천만 원을 수수한 혐의(정치자금법 위반)에 대해 징역 1년, 추징금 3030만 원, 상당구 자원봉사자 3만1300여 명의 개인정보 위법 취득 혐의(개인정보보호법 위반)에 대하여 징역 1년 등 당선무효형을 선고받았다. 회계책임자는 벌금 1천만 원을 선고받았다. 회계책임자가 항소 기한인 2021년 8월 28일 내에 항소하지 않아 정정순 의원은 국회의원 당선이 무효되었다. 9월 1일 최종 당선무효 처분되었다.

## 역대 선거 결과
| 실시년도 | 선거   | 대수 | 직책     | 선거구             | 정당         | 득표수    | 득표율          | 순위 | 당락 | 비고 |
| -------- | ------ | ---- | -------- | ------------------ | ------------ | --------- | --------------- | ---- | ---- | ---- |
| 2020년   | 총선   | 21대 | 국회의원 | 충북 청주시 상당구 | 더불어민주당 | 45,707 표 | \| \| 47.09% \| | 1위  |      | 초선 |
|          | 47.09% |      |          |                    |              |           |                 |      |      |      |

## 같이 보기
- 청주시 상당구 (선거구)
- 청주시 상당구의 국회의원
- 충청북도 부지사